# フランカヴィッラ・マリッティマ
フランカヴィッラ・マリッティマ（イタリア語: Francavilla Marittima）は、イタリア共和国カラブリア州コゼンツァ県にある、人口約2,900人の基礎自治体（コムーネ）。

## 地理

### 位置・広がり

#### 隣接コムーネ
隣接するコムーネは以下の通り。
- カッサーノ・アッロ・イオーニオ
- チェルキアーラ・ディ・カラーブリア
- チーヴィタ
- ヴィッラピアーナ